# Ernst Franz Adolf Strömer
Ernst Franz Adolf Strömer, auch Ernst Franz Adolph Strömer, Ernst Adolf Eduard Strömer (* 1. Oktober 1806 in Rostock; † 6. April 1883 ebenda) war ein deutscher Jurist und Abgeordneter.

## Leben
Ernst Franz Adolf Strömer war ein Sohn des Kaufmanns Peter Strömer. Der Rostocker Senator Theodor Johann Friedrich Strömer (1796–1854) war sein älterer Bruder. Ab Ostern 1825 studierte er Rechtswissenschaften an der Universität Rostock.
Nach seinem Examen praktizierte er als Advokat und Notar in Rostock.
Im Frühjahr des Revolutionsjahres 1848 war Strömer Gründungsmitglied des Reformvereins in Rostock. Er war einer der Vertreter Mecklenburgs im Frankfurter Vorparlament, das die Wahl der Frankfurter Nationalversammlung vorbereiten sollte. Dazu arbeitete es eng mit dem Bundestag des Deutschen Bundes zusammen. Die Versammlung tagte vom 31. März bis zum 3. April 1848 in der Frankfurter Paulskirche.

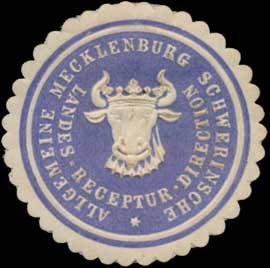
Siegelmarke Allgemeine Mecklenburg-Schwerinsche Landes-Receptur-Direction

1861 ernannte ihn Großherzog Friedrich Franz II. auf Vorschlag des ständischen Landtags zum Sekretär der Allgemeinen Mecklenburg-Schwerinschen Landes-Receptur-Direction (der Steuerbehörde für Mecklenburg-Schwerin) und zum Haupt-Stempel-Depot-Berechner. Zu Weihnachten 1879 erfolgte seine Versetzung in den Ruhestand.
Strömer war Freimaurer und 1841 Sekretär der Loge Prometheus in Rostock.
Seit 1838 war er verheiratet mit Doris, geb. Engelbrecht (* 1812).